# Церковь Боголюбской иконы Божией Матери (Галкинское)
Церковь Боголюбской иконы Божией Матери — недействующий православный храм в селе Галкинском Свердловской области.
Решением исполнительного комитета Свердловского областного Совета народных депутатов от 31 декабря 1987 года присвоен статус памятника архитектуры регионального значения.

## История
Приход села получил самостоятельность в 1751 году, ранее входил в состав прихода Камышловской соборной церкви.
Первое здание церкви в Галкинсом селе было деревянным, одноэтажным, освящён храм был во имя Воскресения Господня с приделом во имя святого праведного Прокопия Устюжскаго чудотворца. Точная дата постройки не известна. В 1798 году было принято решение перестроить старый ветхий храм. Строительство нового здания началось в 1800 году. Каменное, двухэтажное здание с двумя престолами, верхний во имя Воскресения Господня, нижний во имя святого праведного Прокопия Устюжскаго чудотворца. В 1803 году на первом этаже был устроен и освящён предел во имя священномученика Власия. В скором времени были выявлены ошибке в проектировке и строительстве здания. Появилась осадка по фундаменту и трещины на стенах. Службы были приостановлены до 1842 года.
В 1842—1844 годах проведена капитальная перестройка. Новое каменное одноэтажное здание стало третьей церковью по счёту. В 1844 году правый предел освящён во имя священномученика Власия. В 1845 году левый предел освящён во имя святого праведного Прокопия Устюжскаго чудотворца. В 1849 году главный храм освящён в честь в Боголюбской иконы Пресвятой Богородицы. В 1869 году обновлены иконостасы пределов.
Причт состоял из священника и псаломщика. Земская сельская школа размещалась в каменном флигеле церкви.
В 1922 году изъято имущество храма, в том числе «31 фунт 49 золотников серебра» (12,8 кг). Закрыта в 1938 году. На сегодняшний день находится в полуразрушенном состоянии, не восстанавливается.

## Архитектура
Объёмно-планировочная схема трехчастная: храмовый четверик с полукруглой апсидой, более широкая трапезная, заключавшая в себе приделы, и колокольня (одной ширины с церковью).
Основной объём — четырёхгранник вытянутых пропорций, с севера и юга оформленный портиками и увенчанный пятью главами. Портики (северный утрачен) четырёхколонные тосканские, с фронтонами; по осям колонн на стенах выведены пилястры. Главы мелкие, луковичные, на круглых барабанах.
Окна храма и трапезной прямоугольные (в аттиковой части первого проемы их полукруглые), без наличников. Над верхними храмовыми окнами уцелели остатки лепных рельефов в виде венков. Колокольня четырёхгранная, с двумя ярусами звона. Каждый из ярусов выделен собственным цоколем и карнизом.
Помещение трапезной, четырёхстолпное, перекрытое системой пересекающихся коробовых сводов. Сохранились (частично) росписи второй половины XIX века.
Церковь сочетает поздний классицизм с пятиглавием в характере древнерусского зодчества (влияние русско-византийского стиля).